# Béthanie (Québec)
Pour les articles homonymes, voir Béthanie (homonymie).
Béthanie est une municipalité de canton dans la municipalité régionale de comté d'Acton au Québec (Canada), située dans la région administrative de la Montérégie.

## Toponymie
Elle est nommée d'après la ville de Béthanie en Terre sainte. Béthanie s'est préalablement appelée municipalité du canton d'Ely-Partie-Ouest, de 1920 à 1962, en l'honneur d'une ville d'Angleterre.

## Histoire
L'église du Très-Saint-Enfant-Jésus de Béthanie, construite en 1916, n'est plus active depuis 2006. La fabrique l'a vendue à cette date à un particulier, pour la somme de 32 500 dollars. La municipalité de Béthanie rachète le bâtiment au début des années 2020 et le met rapidement en vente au coût de 75 000 dollars. L'objectif est que sa prochaine vocation soit destinée à la communauté, avec un commerce ou une salle de spectacles. Pour le futur acheteur, plusieurs travaux de rénovation sont à prévoir, notamment au niveau du clocher, l'église étant à l'abandon depuis sa fermeture,,. 

## Géographie
La rivière Noire traverse la municipalité de l'est vers le nord-ouest.

## Démographie

### Population
| 1991 | 1996 | 2001 | 2006 | 2011 | 2016 | 2021 |
| ---- | ---- | ---- | ---- | ---- | ---- | ---- |
| 378  | 354  | 338  | 331  | 314  | 322  | 350  |

En 2021, le recensement canadien indique que la population s'élevait à 350 habitants ayant un âge moyen de 42,6 ans.

### Langue
| Langue              | Population | Pct (%) |
| ------------------- | ---------- | ------- |
| Français seulement  | 300        | 90,32 % |
| Anglais seulement   | 10         | 6,45 %  |
| Français et Anglais | 5          | 0,00 %  |
| Autres langues      | 10         | 3,23 %  |

## Administration
Les élections municipales se font en bloc pour le maire et les six conseillers.
| Béthanie Maires depuis 2001                                                                                          |                            |         |          |
| Élection | Maire                      | Qualité | Résultat |
| 2001 | Claude Peiry               |         | Voir     |
| 2005 | Chantal Beauregard Favreau |         | Voir     |
| 2009 | Chantal Beauregard Favreau | Voir    |          |
| 2013 | Boniface Dalle-Vedove      |         | Voir     |
| 2017 | Boniface Dalle-Vedove      | Voir    |          |
| juin 2021 | Michel Côté                |         | Voir     |
| 2021 | Michel Côté                | Voir    |          |
| Élection partielle en italique Depuis 2005, les élections sont simultanées dans toutes les municipalités québécoises |                            |         |          |